# إيفر غوزمان
إيفر غوزمان (بالإسبانية: Ever Guzmán) هو لاعب كرة قدم مكسيكي في مركز الهجوم، ولد في 15 مارس 1988 في سيلايا في المكسيك. شارك مع منتخب المكسيك تحت 17 سنة لكرة القدم ومنتخب المكسيك تحت 23 سنة لكرة القدم. أما مع النوادي، فقد لعب مع تيبورونيس روخوس دي فيراكروز وطوروس نيزا وهارتفورد أتلتيك.

## وصلات خارجية
- إيفر غوزمان على موقع قاعدة بيانات كرة القدم.إي يو (الإنجليزية)
- إيفر غوزمان على موقع Soccerway.com (الإنجليزية)